# Государственная публичная историческая библиотека России
Государственная публичная историческая библиотека России (ГПИБ) — крупнейшая российская научная библиотека, специализированная в области истории. Библиотека расположена в Москве, в Старосадском переулке. Директор — М. Д. Афанасьев.

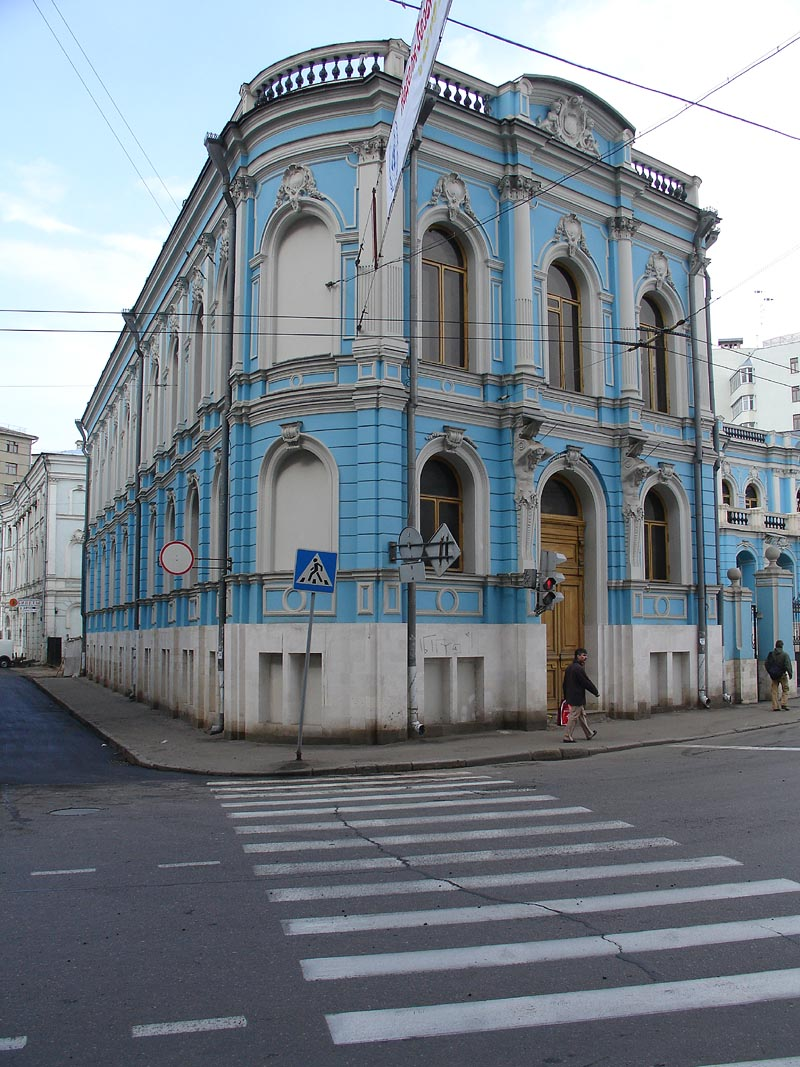
Бывшее здание Чертковской библиотеки

С 1 апреля 2014 года в состав библиотеки входит филиал — Центр социально-политической истории, созданный на основе реорганизованной Государственной общественно-политической библиотеки.

## История

### Чертковская библиотека (1863—1887)
В январе 1863 года в специально построенном флигеле особняка Чертковых на Мясницкой улице в Москве открылась для общественного пользования бесплатная общедоступная Чертковская библиотека. Именно эту дату считает датой своего основания ГПИБ России, претендующая на то, чтобы считаться преемницей и наследницей Чертковской библиотеки.
Частная библиотека известного коллекционера и библиофила, общественного деятеля Александра Дмитриевича Черткова, созданная им как «Всеобщая библиотека России», представляла собой богатейшую коллекцию книг по истории России, археологии, этнографии, географии, статистике, искусству, религии, праву, по истории и географии славянских народов, а также старопечатных изданий и рукописей. До образования отдела «Rossica» в Императорской публичной библиотеке в Санкт-Петербурге это было единственное собрание книг, посвященных изучению истории России и славянских народов. Фонды библиотеки были раскрыты в печатных каталогах, составленных самим владельцем (1838, 1845).
Чертковской библиотекой пользовались Василий Жуковский, Николай Гоголь, Михаил Погодин, Лев Толстой и другие выдающиеся литераторы, публицисты и учёные.
После смерти собирателя его дело было продолжено сыном и наследником — Григорием Александровичем Чертковым (1832—1900), который продолжил пополнение книжной коллекции и сделал её общедоступной.
Заведовал библиотекой с 1859 по 1872 год известный историк, библиограф, археограф и издатель Петр Иванович Бартенев. П. И. Бартеневым было составлено и издано третье издание каталога Чертковской библиотеки (1863). При библиотеке был основан и издавался с 1863 по 1872 год один из лучших исторических журналов XIX века — «Русский архив».
В 1871 году в связи с переездом в Петербург Г. А. Чертков принял решение о продаже московского особняка. Книжное собрание было пожертвовано им городу Москве на условиях нераздробления фонда. Московская городская дума с благодарностью приняла это предложение. Оплата, затребованная Бартеневым, была признана городскими властями чрезмерной, и заведовать библиотекой был приглашён Елпидифор Васильевич Барсов.
В 1873—1887 годах Чертковская библиотека была временно размещена в Румянцевском музее в Доме Пашкова с тем, чтобы в дальнейшем передать её в создаваемый Императорский Российский исторический музей. К 1887 году было завершено строительство здания музея и подготовка помещений. Заведовать библиотекой музея был приглашён Алексей Иванович Станкевич, занимавший эту должность до 1914 года. Городская казна продолжала финансирование пополнения её фондов до 1917 года

### Библиотека Исторического музея (1887—1938)
Библиотека Исторического музея в основном пополнялась за счёт даров и покупок книжных собраний, из которых наиболее значительные принадлежали зятю А. Д. Черткова — князю Александру Николаевичу Голицыну (1830—1911), М. Д. Хмырову, А. И. Барятинскому, А. П. Бахрушину, К. К. Герцу, И. Е. Забелину, Н. В. Муравьёву-Карсскому, П. В. Щапову. Затем начался обмен с иностранными библиотеками, а позже советская власть пополняла фонд библиотеки конфискованными книгами.
К 1922 году библиотека переросла масштабы музейной библиотеки в связи с чем получила статус «Государственной исторической библиотеки» при всё том же музее. Тогда же библиотека стала получать обязательный экземпляр отечественной литературы и закупать литературу за границей.
В июле 1934 году согласно постановлению № 644 Совета народных комиссаров РСФСР библиотека была выделена из состава музея в качестве самостоятельного учреждения. Директором библиотеки в 1933—1937 годах была профессиональная революционерка Фаина Ефремовна Ставская (1890—1937).

### Переезд в Старосадский переулок (1938)
В конце 1937 года директор Объединённой библиотеки Институтов красной профессуры (ИКП) И. Г. Семёнычев, обеспокоенный судьбой созданной им библиотеки в связи с ликвидацией ИКП, написал письмо И. В. Сталину с предложением создать крупную публичную историческую библиотеку путём слияния библиотеки ИКП и библиотеки Государственного исторического музея (ГИМ). В конце января 1938 года И. Г. Семёнычеву позвонили из Центрального комитета ВКП(б) и пригласили в отдел пропаганды и агитации для беседы. В ЦК ВКП(б) И. Г. Семёнычеву сообщили, что идея о создании исторической библиотеки товарищем Сталиным «в принципе одобрена».
Как свидетельствуют архивные документы, в феврале 1938 — январе 1939 годов высшее партийное руководство СССР — члены Политбюро и Оргбюро ЦК ВКП(б) 12 раз рассматривали вопросы открытия Исторической библиотеки. Документы об организации ГПИБ, выявленные в Российском государственном архиве социально-политической истории (РГАСПИ), подписаны А. А. Андреевым, Н. И. Ежовым, А. А. Ждановым, Л. М. Кагановичем, В. М. Молотовым, И. В. Сталиным и другими высшими партийными функционерами. Такая небывалая заинтересованность партийных чиновников в открытии библиотеки объяснялась просто — этот вопрос контролировал И. В. Сталин.
Постановление Политбюро ЦК ВКП(б) от 11 марта 1938 года «Об организации в Москве Государственной публичной исторической библиотеки» предусматривало открытие библиотеки к 1 июля 1938 г. Позднее, 28 мая 1938 года, Совет народных комиссаров РСФСР принял постановление № 143 «Об открытии в г. Москве Государственной публичной исторической библиотеки». Впоследствии сроки открытия библиотеки несколько раз переносились.
Самой острой проблемой при открытии библиотеки стало отсутствие свободных помещений для её размещения. Волокита с предоставлением здания для её размещения длилась более 4-х месяцев. Рассматривались различные варианты — надстройка здания Манежа, предоставление Дома союзов (без Колонного зала), части здания Политехнического музея, предлагались другие помещения, большей частью заведомо непригодные для размещения библиотеки. По воспоминаниям И. Г. Семёнычева, всего было рассмотрено более 20 вариантов. Наконец, в начале августа 1938 года окончательный выбор пал на здание бывшего Московского вспомогательного общества купеческих приказчиков в Старосадском переулке, построенное в 1902—1917 годах в бывших владениях городской усадьбы Куманиных (родственников Ф. М. Достоевского). Комплекс кирпичных зданий в 3 — 5 этажей имел общую площадь более 6,5 тыс. м². Выбранное помещение было осмотрено и одобрено Н. К. Крупской, его предоставление было оформлено решением Оргбюро ЦК ВКП(б). Размещавшаяся здесь школа № 329 Красногвардейского РОНО за 2 недели до начала учебного года была спешно переселена в типовое школьное здание-новостройку поблизости. Моссовет в качестве компенсации получал от СНК РСФСР средства и фонды строительных материалов для возведения школьного здания.
Предоставленное ГПИБ здание находилось в довольно запущенном состоянии и нуждалось в ремонте и переустройстве. Одновременно с ремонтными работами шла перевозка книжного фонда и оборудования Библиотеки ГИМ. В период с 8 по 30 сентября 1938 года из ГИМ было перевезено 165 грузовых машин с книгами (51774 пачки) и 120 машин с библиотечным оборудованием. За крайне короткий срок администрации и сотрудникам библиотеки удалось сделать практически невероятное — подготовить помещения, перевезти и разместить фонды сливаемых библиотек, создать условия для работы читателей.

### Государственная публичная историческая библиотека РСФСР (1938—1991)
Торжественное открытие библиотеки состоялось 20 декабря 1938 года и 21 декабря она начала обслуживать читателей. Читательский билет с номером 1 получила студентка исторического факультета Московского университета Елена Чистякова, пришедшая утром к открытию библиотеки. Впоследствии Елена Иоасафовна Дружинина (Чистякова), доктор исторических наук, член-корреспондент РАН, пожизненно имела читательский билет № 1.
Первые месяцы работы библиотеки показали, что она не может нормально работать и развиваться на имеющихся площадях. Кроме того, выяснилось, что в соответствии с Генеральным планом реконструкции Москвы основное здание библиотеки, выходящее в Старосадский переулок, подлежало сносу, как выходящее за новую «красную» линию планировавшейся здесь магистрали. Вскоре был составлен проект нового здания библиотеки общей площадью 11500 м². Здание планировалось соорудить рядом, на месте храма Святого Владимира в Старых садах. Начались подготовительные земляные работы, завоз строительных материалов. Реализации этого проекта помешала начавшаяся Великая Отечественная война.

### Библиотека в годы войны (1941—1945)
За все время Великой Отечественной войны библиотека не закрывалась для читателей ни на один день. Положение на фронте отражалось на посещаемости: самая низкая цифра посещений зафиксирована 16 и 17 октября 1941 года — по 1 читателю. 18 октября библиотеку посетили 3 читателя. В декабре 1941 года, после разгрома немецких войск под Москвой, количество посещений резко увеличилось.
Наиболее ценная часть фонда была отправлена в эвакуацию на восток страны. Около 40 тысяч единиц хранения на баржах отправили по Москве-реке, Оке и Волге до города Хвалынска Саратовской области, а спустя два месяца — ещё дальше на восток, в Казахстан, город Кустанай.
Во второй партии предназначенных к эвакуации книг были издания XV—XIX веков. Они были помещены в 630 ящиков и отправлены по железной дороге в город Шадринск на Урале, где хранились в заброшенной Воскресенской церкви на городском кладбище до осени 1944 года, когда были возвращены в Москву.
Более 40 человек из числа сотрудников библиотеки ушли на фронт. Оставшийся в библиотеке женский коллектив помимо выполнения своих основных должностных обязанностей дежурил на чердаках во время вражеских налетов, тушил зажигательные бомбы, работал на строительстве оборонительных рубежей, лесозаготовках, сельскохозяйственных работах. Сотрудницы сдавали кровь для раненых бойцов.
32 сотрудникам Исторической библиотеки были объявлены благодарности приказом директора ГПИБ № 50 от 9 марта 1942 г. «за проявленную хорошую работу по подготовке и охране объекта, работу по эвакуации книжных фондов, активное участие в обороне г. Москвы и мужественное поведение на постах во время воздушных тревог». В следующем году ряд сотрудников были удостоены почётного звания «Отличник» или «Ударник». В 1944 году поощрения получили 88 «лучших работника отделов».
Библиотека развернула сеть филиалов и передвижных библиотек для обслуживания новых категорий читателей: передвижки в рабочих батальонах Красногвардейского и Советского районов Москвы, на эвакуационном пункте на Курском вокзале.
Работа филиала библиотеки в госпитале № 2939, начавшего работу 13 января 1942 года, была позднее признана Политуправлением РККА одной из лучших.
Большой популярностью пользовался «подземный» филиал библиотеки на станции метро «Курская» Арбатско-Покровской линии, который обслуживал пассажиров московского метрополитена и москвичей, укрывавшихся в метро от ночных бомбежек.
Летом 1944 года был открыт летний филиал библиотеки в Центральном парке культуры и отдыха им. Горького. Летняя читальня работала в ЦПКиО до конца 1960-х годов и заслуженно пользовалась любовью москвичей.
В 1944—1945 годах 44 сотрудника библиотеки были награждены медалью «За оборону Москвы».

### В послевоенные годы
В послевоенные годы библиотека активно развивается: разрабатывается профиль комплектования фондов, помимо обязательного экземпляра отечественных изданий в её фонды путём книгообмена начинает поступать иностранная литература, ведется докомплектование фондов букинистическими изданиями. Осваивается неразобранный фонд, переданный в 1938 году из Исторического музея. В фонд библиотеки поступает «трофейная» литература из Германии.
Для оптимального размещения фондов на имеющихся площадях отдел книгохранения был оборудован стеллажами компактного хранения. Была завершена работа по созданию единого генерального алфавитного каталога на фонд библиотеки (в момент открытия в 1938 году библиотека располагала разнохарактерными и неполными каталогами на отдельные части фонда). Создан систематический каталог по специально разработанной схеме классификации.
На протяжении длительного периода времени Историческая библиотека была одним из немногих мест Москвы, где заинтересованный читатель мог свободно получить литературу по истории христианства и других мировых религий, удовлетворить свои интересы в области генеалогии, геральдики и иных, не вполне «официальных» дисциплин. Среди сотрудников библиотеки было немало людей с «неправильной» биографией, отвергнутых другими научными учреждениями Москвы.
Юношеский филиал ГПИБ располагался в здании Исторического музея с 1938 по 1966 год Филиал обслуживал учащихся старших классов московских школ, техникумов и школ рабочей молодежи. В фонде юношеского филиала была хорошо представлена историческая литература в помощь учебному процессу и самообразованию учащихся, его любили посещать московские школьники, многие из которых стали впоследствии известными историками. В 1966 году филиалу было предоставлено новое помещение в жилом доме-новостройке по Большой Черкизовской ул., в этом же году он был преобразован в Государственную республиканскую юношескую библиотеку (ныне Российская государственная библиотека для молодёжи).

### Библиотека в 1980—1990-е годы
Активное комплектование фондов библиотеки привело к критической перегрузке здания книгохранилища. Для рационального размещения фондов в 1984—1988 годах было осуществлено строительство семиэтажного нового здания библиотеки — пристройки к уже существующему зданию книгохранилища. После окончания строительства в новом здании был размещен вновь организованный специализированный отдел периодики, включающий читальный зал с подсобным фондом и открытым доступом, хранилища газет и журналов, библиографический пункт для выполнения запросов читателей.
С началом перестройки и изменением социально-экономической ситуации в стране Историческая библиотека приобретает новые социальные функции и кардинально меняет старые. В библиотеке организован сектор нетрадиционной печати, целью которого является сбор материалов новых политических партий и движений. Литература из бывшего «спецхрана» передается в общий фонд и отражается в читательских каталогах. На основе уникальной эмигрантской коллекции бывшего полковника Белой армии Я. М. Лисового образован отдел русского зарубежья. Библиотека активно развивает издательскую деятельность.
В 1991 году библиотека приобрела современное название.
В 1990-е годы реализован ряд проектов в области научной библиографии: подготовлены тома аннотированного библиографического указателя «Советское общество в воспоминаниях и дневниках», издан указатель «Николай Михайлович Карамзин». В 1990—2006 годах совместно со Стэнфордским университетом (США) был реализован масштабный проект по созданию аннотированного библиографического указателя «Россия и российская эмиграция в воспоминаниях и дневниках».

### Директора библиотеки
- в 1928—1929 гг. — Соколов, Юрий Матвеевич (1889—1941)
- в 1929—1933 гг. — Цытович, Александр Васильевич (1873—1942)
- в 1933—1937 гг. — Ставская, Фаина Ефремовна (1890—1937)
- в 1937—1938 гг. — Виленская, Мария Яковлевна (1903—1975)
- в 1938—1939 гг. — Яковлев, Николай Никифорович (1898—1970)
- в 1939—1954 гг. — Леонтьев, Михаил Федорович (1897—1986)
- в 1955—1960 гг. — Лесюк, Евгений Тимофеевич (1912—1980)
- в 1960—1963 гг. — Малахов, Александр Иванович (1926—2003)
- в 1964—1988 гг. — Куранцева, Клавдия Павловна (1921—1992)
- с 1989 г. — Афанасьев, Михаил Дмитриевич (р. 1947)

## Здание библиотеки

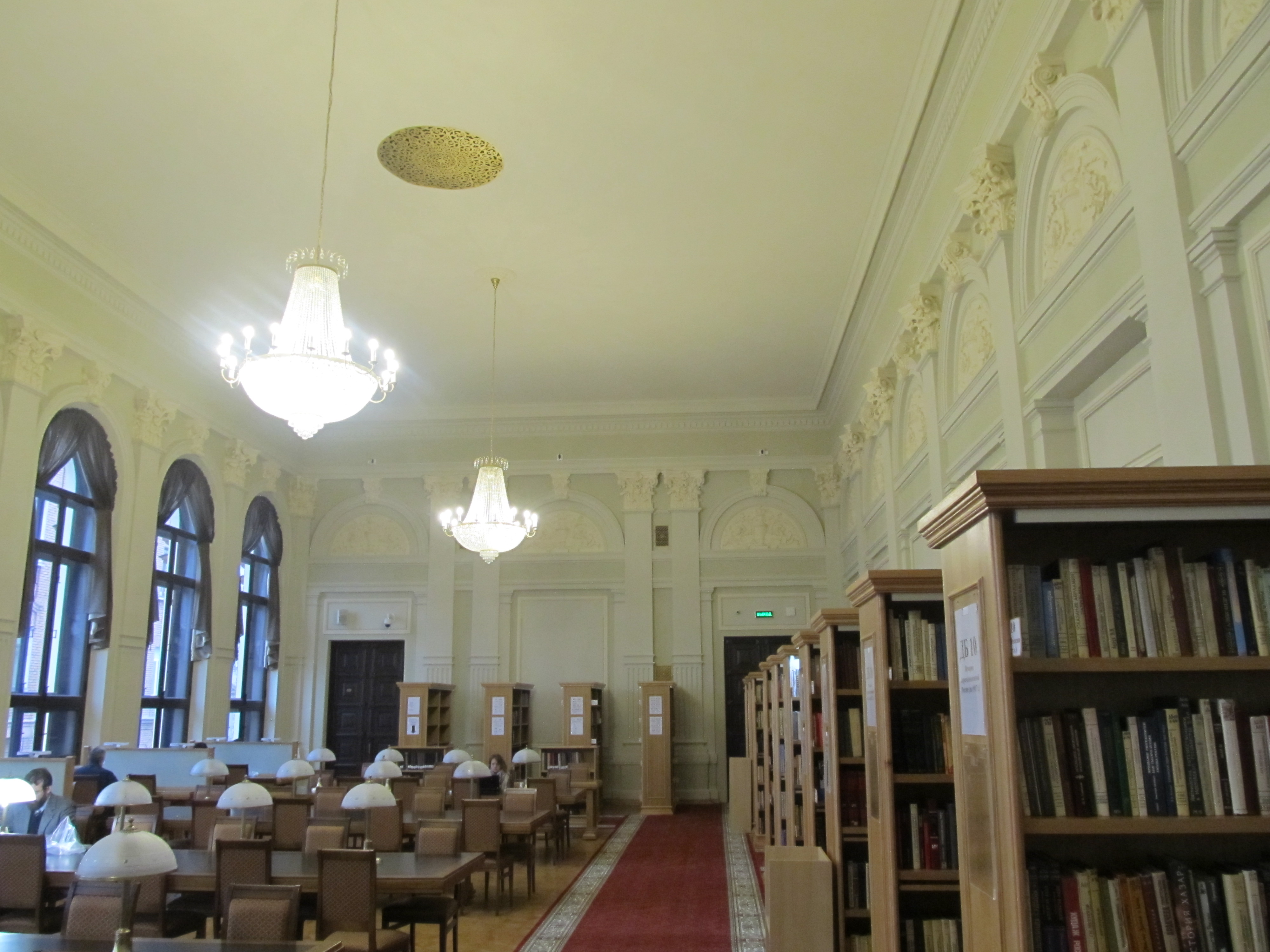
Главный (общий) зал на третьем этаже исторического здания ГПИБ в Старосадском переулке, д 9-1. Открыт после ремонта 25 сентября 2017 года. Реставрационные работы были начаты осенью 2013 года и продолжались 3,5 года без прекращения обслуживания читателей в новом здании.

Здание Исторической библиотеки — второе по значению место в Москве после Мариинской больницы для бедных на Новой Божедомке, связанное с памятью о Ф. М. Достоевском. Читальный зал отечественной истории расположен в бывшей мраморной гостиной особняка купцов Куманиных, владевших усадьбой в Старосадском переулке с 1828 по 1868 год Александра Федоровна Куманина (урожд. Нечаева, 1796—1871) была родной сестрой матери Достоевского и крестной матерью всех детей своей сестры. После смерти родителей Ф. М. Достоевского А. Ф. Куманина вместе с мужем заботилась о своих крестниках, всем братьям Достоевским Куманины дали хорошее образование, а сестер выдали замуж с хорошим приданым. В 1902 году при сооружении ныне существующего 3-этажного здания для Московского вспомогательного общества купеческих приказчиков особняк Куманиных был частично разобран, большая его часть встроена во вновь возводимое здание.

## Структура библиотеки

### Читальные залы
- Главный (общий) читальный зал
- Научные читальные залы

### Специализированные фонды и отделы
- Отдел периодики
- Справочно-библиографический отдел
- Кабинет биографики
- Отдел редких книг
- Отдел электронной доставки и абонементного обслуживания
- Сектор нетрадиционной печати
- Выставка новых поступлений

### Отделы библиотеки
- Отдел отечественного комплектования
- Отдел иностранного комплектования и международного книгообмена
- Отдел обработки литературы и алфавитных каталогов
- Отдел систематического и предметного каталогов
- Отдел хранения литературы
- Научно-библиографический отдел
- Отдел библиотечного маркетинга
- Отдел обменно-резервного фонда
- Сектор гигиены и реставрации

### Филиал
- Центр социально-политической истории

## Описание
Каталоги библиотеки переведены в цифровой вид. На сайте библиотеки действует система онлайнового заказа литературы, позволяющая пользователям Интернет заказывать необходимую им литературу, представленную в электронных каталогах, не выходя из дома на любой удобный для них день. В библиотеке действуют служба электронной доставки литературы для удаленных пользователей.
В 2004 году была создана электронная библиотека «Bibliophika», использующая фонды ГПИБ. Позднее эта коллекция получила название «Открытая электронная библиотека» и переведена на новую платформу. Библиотека включает 13 474 книги общим объёмом более 3 266 000 страниц, содержит издания по генеалогии и геральдике, истории военного дела, источники по истории, этнографии и географии России.
Помимо осуществления своих основных функций (сбор и хранение произведений печати и письменности для общественного пользования, справочно-библиографическая работа), библиотека организует выставки, проводит семинары и конференции, осуществляет издательскую деятельность.
В фондах библиотеки хранится множество уникальных изданий, в том числе поступивших из других собраний. К примеру, издание «Réflexions curieuses d’un Esprit des Interessé sur les matières les plus Importantes au Salut, tant Public que Particulier» (Cologne: Claude Emanuel, 1678) несёт на себе штамп частной коллекции, книги из которой хранятся также в библиотеках Кембриджского и Суссекского университетов.

## Статистика (2022 год)
- Объём фондов — 6 222 961
- Объём электронной библиотеки, документов — 55 800
- Новые поступления — 29 213
- Объём баз данных — 4 543 369
- Количество мест для пользователей — 328
- Количество зарегистрированных пользователей — 22 003
- Посещаемость — 260 256
- Выдача документов — 5 592 166
- Компьютеров — 158
- Посещения сайта библиотеки — 5 018 932